# 布里斯托爾灣 (阿拉斯加)

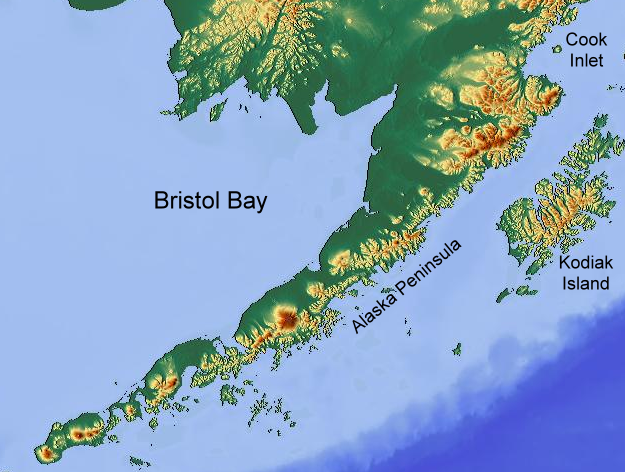
布里斯托爾灣位於圖中央，南面是阿拉斯加半島

布里斯托爾灣（Bristol Bay）是白令海東部的海灣，北面是阿拉斯加大陸，南面是阿拉斯加半島，長400公里、寬290公里，潮汐高度9.9米，居民主要從事漁業。

## 外部連結
57°19′35″N 159°49′29″W / 57.32639°N 159.82472°W